# Карасёвы
Карасёвы — донской казачий дворянский род, происходящий из станицы Траилинской Войска Донского.

## Введение
Ранее 1672 года известен казачий городок Траилин, уничтоженный после Булавинского восстания князем Василием Долгоруковым. В 1851 году объединением станицы Кагальницкой к Траилинской была образована станица Богоявленская. Известная ранее 1740 года Рождественская церковь станицы Траилинской вместе со станицей переносилась и перестраивалась трижды: в 1745, 1779 и 1786 году.
Станица Траилинская (Богоявленская) входила в Первый Донской округ, казаки его считались верховыми (верховцами). В 70-80 гг. XIX века Фёдор Григорьевич Карасёв переселился из Богоявленской на хутор Федулов Багаевской станицы Черкасского округа (низовые казаки) и женился на низовой казачке Донцовой.
Верховые и низовые донские казаки представляли собой два разных этнических типа, что показано в работах Е. П. Савельева и П. Н. Краснова. Согласно археологическим исследованиям Л. Н. Гумилёва, низовые донские казаки — это хазары, оставшиеся после падение Хазарского каганата на прежних местах и сменившие этноним. Ещё до крещения Руси, благодаря миссионерской деятельности Кирилла и Мефодия они приняли христианство греческого обряда.
Происхождение верховых казаков теряется в массиве различных степных народов, здесь по сравнению с низовцами заметно большее влияние Руси.
В поколенной росписи прослеживаются все миграции рассмотренной ветви рода Карасёвых.

## Поколенная роспись
- Ка́ра-Ас, чернокнижник; волхв, укрывшийся на Дону от преследований властей — родоначальник по семейному преданию[16][* 3].
- Тимофей Карасёв (р. около 1732 года), казак Траилинской станицы — первый известный предок. В службе с 1755 по 1786 год: на Миюсе, Кринка, за Волгой, по Маночи, на Салу, в Черкасском годовом карауле, до Днепра, Очуев, в Польше дважды, Кавказская линия. На 1786 год два сына в службе: Фёдор и Аникей (р. около 1765, сотник[20])[21].
- Фёдор Тимофеевич (около 1750 — 23 (по др. источнику — 10[22]) февраля 1808) — родоначальник дворянского рода (См.: «Дворянство у донских казаков»). Из казачьих детей, казак Траилинской станицы. В службе казаком с 15 сентября 1776 года. В полку полковника Киреева с 1 мая 1777 года: Польша. В полку полковника Мартынова с 1 мая 1783 года: по Мурзавецкому тракту на почте. В полку полковника Грекова с 1 июня 1787 года: Ея, за Кубаном. Урядником с 1 октября 1789 года. В полку генерал-майора Мартынова с 15 сентября 1790 года за Кубаном, в боях против черкес. В полку полковника Ребрикова с 15 июня 1791 года: Ея. Произведён в хорунжие 21 октября 1792 года. В полку полковника Гревцова с 10 мая 1795 года: по Днестру. В полку майора Белогородцева с 25 марта 1798 года. В полку полковника Кутейникова с 29 января 1801 года: участник Всеобщего похода до Оренбурга (Индийский поход)[23]. В полку генерал-майора Кульбакова с 12 июля 1801 года: Кавказская линия. Сотником с 22 октября 1803 года. В полку подполковника Денисова 14-го с 29 января 1804 года: Австрия, в действительных сражениях с французами: Аустерлиц. На 1808 год сотник полка Чернушкина[24]. Жена — дочь казака Прасковья Терентьевна, сын Семён 29 лет (на 1805)[25].
- Семён Фёдорович (р. около 1776), сын обер-офицера, казак Траилинской станицы. В службе казаком с 7 января 1794 года. В полку полковника Гревцова с 10 июля 1794 по 1797 год: по Днестру. Урядником с 13 июля 1800 года. В полку полковника Кутейникова со 2 января 1801 года: участник Всеобщего похода до Оренбурга (Индийский поход). В полку полковника Грекова 4-го с 20 октября 1802 года: кордонная служба по границе с Пруссией.[* 4] За отличия в службе произведён в хорунжие 20 декабря 1813. Венчался 10 января 1798 с дочерью казака Евдокией Ивановной. Дети: Григорий, Фёдор (р. 1818), Евдокия (р. 20 августа 1821)[26]. Официальный родоначальник дворянского рода[27] (См.: «Дворянство у донских казаков»). По заслугам хорунжего Карасёва С. Ф. определением от 4 апреля 1858 причислен к дворянству сын Григорий. Рапорт за № 353 от 26 мая 1858. Указ за № 1570 от 6 февраля 1859[28]. Определением от 22 августа 1858 внуки, дети Григория: Иван и Фёдор. Рапорт за № 398 от 28 августа 1858. Указ за № 1570 от 6 февраля 1859[29]. Определением от 15 января 1897 внуки, дети Фёдора: Михаил, Дмитрий (ревизии Сената не подлежало)[30].
- Григорий Семёнович (р. 31 декабря 1813), сын хорунжего. В службе казаком с 1 января 1832 года. Писарем 1-го Донского Сыскного Начальства[31] и казначеем 1-го Донского округа с 9 января 1832 по 23 ноября 1838. Улусным в Калмыцком кочевье с 15 июня 1839 по 25 апреля 1848. Урядником с 25 июня 1839. Произведён в хорунжие 11 апреля 1849. В полку № 15 с 14 мая 1850. В 1850—1856 гг. на Кавказской линии. За отличие в 1851 году награждён орденом Святой Анны 4-й степени. За отличие в делах сотником с 6 января 1853 со старшинством с 8 февраля 1852. Жена — дочь казака из дворян Кунакова Анна Васильевна (на 1855 показан вдовцом), дети: Иван (р. 6 декабря 1832, на 1855 урядником в полку № 15 на Кавказской линии), Фёдор, Евдокия[* 5] (р. 1 декабря 1840). Имущество благоприобретённое — дом в станице Богоявленской[32].
- Фёдор Григорьевич (р. 22 мая 1846 (по др. источнику — 1848[33]), станица Богоявленская — 1920-30 гг., Новочеркасск), из дворян, казак станицы Богоявленской. Награждён медалью «За усмирение польского мятежа 1863—1864». В службе казаком с 8 марта 1864. В полку № 40 Сергеева с 1 июня 1864 по 6 февраля 1866. Урядником с 9 мая 1865. В полку № 56 Кушнарёва с 6 февраля 1866 по 10 ноября 1867. В полку № 51 с 10 ноября 1867 по 3 января 1869. Произведён в хорунжие 29 апреля 1869. Сотником с 27 июня 1872. В отставке с 29 августа 1873. Вновь в службе сотником с 18 апреля 1878 со старшинством с 14 февраля 1877. Сотник, состоящий по Войску Донскому; отставка с чином подъесаула — 2 сентября 1889[34]. Третья жена — дочь полковника Донцова Любовь Фёдоровна. Дети: от 1-го брака — Анастасия[* 6] (р. 23 декабря 1872), от 3-го брака — Антонина (р. 8 мая 1881),[35] Лидия,[* 7] Михаил, Дмитрий.[* 8].
- Михаил Фёдорович (19 октября 1886, хутор Федулов Багаевской станицы — 1941, СвердЛаг), из дворян, казак Багаевской станицы. Окончил Донской Императора Александра Третьего кадетский корпус и Константиновское артиллерийское училище по 1-му разряду. Юнкером с 1906. Произведён в хорунжие 6 августа 1909 со старшинством с 14 июня 1907 с зачислением в батарею № 1[38][39]. На 1909 год холост[40]. На 1910 и 1911 г. хорунжий батареи № 1;[41] сотником с 5 октября 1911 со старшинством с 14 июня 1911[42][43]. Сотник батареи № 20 за отличие в делах награждён: орденом Святой Анны 3-й степени с мечами и бантом — 15 марта 1915, орденом Святого Станислава 3-й степени с мечами и бантом — 17 апреля 1915, орденом Святой Анны 4-й степени с надписью «За храбрость» — 25 апреля 1915, орденом Святого Владимира 4-й степени с мечами и бантом — 28 мая 1915[34]. Известны два эпизода, за которые Михаил Фёдорович был награждён орденами: 1) вывод батареи из окружения (батарея считалась погибшей; были выведены все (уцелевшие) орудия с упряжками, в Карпатах, через лес; взяли у русинов пилы и топоры, вышли к передовой и внезапным огнём в тыл противнику поддержали наступление русских войск); 2) уничтожение моста с живой силой противника (при отступлении батарея двигалась в арьергарде; уничтожение моста огнём последними снарядами с закрытой позиции дало возможность армии отойти и закрепиться). Тяжело ранен в бою при руководстве огнём орудий на открытой позиции (1915-16 гг.). После одесского госпиталя (едва избежал ампутации ноги)[44] признан ограниченно годным к военной службе. Подъесаул батареи № 20 отправлен в резерв чинов при штабе Киевского военного округа 7 июля 1916; отправлен в распоряжение войскового (донского) начальства 17 мая 1917; за отличие награждён орденом Святого Станислава 2-й степени с мечами — 13 июня 1917[34]. В Донской армии начальник Новочеркасских артиллерийских мастерских; войсковой старшина. Отмечался в приказе по армии[45][46]. При отступлении частей Донской армии в Новороссийск захвачен в плен красными, заключён в Кожуховский лагерь под Москвой[46][47]. Сбежал из лагеря, зимой 1920-21 г., забрав в Новочеркасске детей, перешёл румынскую границу в районе села Гура-Быкулуй[48]. Проживал в Бендерах (Румыния) в доме тестя, Борзякова Сергея Фёдоровича, отставного полковника[2] 55-го Подольского пехотного полка, работал плотником, арендовал сады, участвовал в деятельности потребительского общества, получил пенсию от румынского правительства как инвалид Первой мировой войны. Во время массовой высылки населения из Бессарабии 13 июня 1941 года арестован,[* 9] заключён в СвердЛаг, в том же году погиб[16]. Жена — дочь капитана[* 10] Борзякова Вера Сергеевна.[* 11].

Его подвиги были на фронте. В Карпатах он вывел батарею из окружения. Прикрывая отход армии, метким огнём с закрытой позиции уничтожил мост с живой силой противника… Она… Когда зимой 1920-го ей сказали, что этап с мужем будут гнать через Ростов… Она поехала в Ростов, чтобы повидать мужа. Никого не гнали, она заразилась тифом и умерла в квартире сестры мужа, в Ростове.
Ей было 32 года. По современным меркам — девушка. Осталось двое детей: шестилетний Алёша (мой дед) и двухлетняя Нина.
— А. Карасёв
Дети — Алексей, Нина (1 мая 1917—2012, Бендеры).
См.: Саблин, Николай Васильевич — двоюродный брат.
- Алексей Михайлович (16 (29) ноября 1913, г. Бендеры — 19 августа 2009, станица Северская Краснодарского края), из дворян. Окончил Королевский сельскохозяйственный институт в Бухаресте, сублокотинент (лейтенант) 1-го румынского танкового полка. В 1940 году, когда Бессарабия отходила к СССР, дезертировал, перешёл советско-румынскую границу[53]. Работал зоотехником в Бендерах. 13 июня 1941 года выслан в Восточную Сибирь.[* 13][54] Сбежал из ссылки в 1946 году. Работал в Кишинёве старшим научным сотрудником в сельскохозяйственном НИИ[1]. В 1949 г. после выступления с критикой взглядов на сельское хозяйство академика Лысенко во избежание ареста выехал на Кубань[2]. Работал заведующим зооветучастком, главным зоотехником, заведующим СТФ в станицах Северской и Азовской[2]. На пенсии известный на юге России виноградарь[2][55]. Награждён: орденом Ленина (1968), медалями — «За трудовую доблесть», «За доблестный труд», «Ветеран труда», «50 лет Победы в Великой Отечественной войне», казачьими крестами — «За храбрость», «За возрождение казачества»[56]; казачий чин полковника[16][57]. Жена — дочь репрессированного[* 14] владельца табачной лавки «Regie» в Бендерах[* 15][* 16] Ка́уш Клавдия Георгиевна,[* 17] сын Владимир[16].

Запомнился разговор с одним из старейших казаков нашего района — Алексеем Михайловичем Карасёвым, который тоже побывал врагом народа, но, к счастью, выжил. Девяностолетний старец, сохранивший ясность мысли, задумчиво говорил: «Я до сих пор не могу понять, что это такое — враг народа. Как я мог быть врагом своего же народа? Это же надо было придумать такое».
— В. Булыгин
- Владимир Алексеевич (3 марта 1947, Кишинёв — 2 июня 1981, Краснодар). Окончил Краснодарский политехнический институт. Призван рядовым в морскую пехоту Черноморского флота (Севастополь), комиссован (1971). Работал в Краснодаре во ВНИИНефтехим[60] инженером-технологом, начальником опытной установки[16]. Жена — Цыганкова[* 18] Ольга Петровна,[* 19] дети: Александр, Евгений (р. 1977)[16].
- Александр Владимирович (р. 1971, Краснодар), писатель[62][63][64]. Окончил исторический и заочно юридический факультеты Кубанского государственного университета. Работал слесарем, машинистом насосных установок, охранником, преподавателем, юристом. Служил в армии, сержантом в СА и офицером в ВВ РФ,[65] участвовал в боевых действиях в Чечне[66][67][68][69]. Живёт в Санкт-Петербурге[70][71][72].

## Приложение

### Войны и походы
- Кавказская война
- Индийский поход
- Война третьей коалиции
- Подавление польского восстания 1863—1864 гг.
- Первая мировая война
- Гражданская война в России
- Вторая чеченская война

### Сражения
- Сражение при Аустерлице
- Галицийская битва

### Ордена
- Григорий Семёнович Карасёв — Орден Святой Анны 4 степени с надписью «За храбрость» (1851);
- Михаил Фёдорович Карасёв:
  - Орден Святого Владимира 4 степени с мечами и бантом (1915);
  - Орден Святого Станислава 2 степени с мечами (1917);
  - Орден Святой Анны 3 степени с мечами и бантом (1915);
  - Орден Святой Анны 4 степени с надписью «За храбрость» (1915);
  - Орден Святого Станислава 3 степени с мечами и бантом (1915);
- Алексей Михайлович Карасёв — Орден Ленина (1968).

### В статье и примечаниях упоминаются
Исследователи, писатели: Л. Н. Гумилёв, А. А. Карасёв, С. В. Коря́гин, П. Н. Красно́в, Е. П. Саве́льев.
Родственники Карасёвых: Пётр Аксёнов, Сергей Фёдорович Борзяко́в, Фёдор Донцо́в, Георгий Ка́уш, Василий Кунако́в, Сергей Паскаре́нко, Гавриил Владимирович Пивова́ров, Пина́ловы, Семён Вавилович Подре́зов, Николай Васильевич Са́блин, Сибиряки́, Луи-Венсан (Иван Карлович) Тарда́н, Фила́товы, Пётр Корнеевич Цыганко́в, Анна Леоновна Ша́нцер, Наум Фомич Щерби́на.
Командиры донских казачьих полков: Белогоро́дцев, Гревцо́в, Греко́в, Пётр Матвеевич Греко́в 4-й, Дени́сов, Иван Тихонович Карасёв 1-й, Кире́ев, Кульбяко́в, Дмитрий Ефимович Куте́йников, Кушнарёв, Андрей Дмитриевич Марты́нов, Ре́бриков, Серге́ев, Черну́шкин.
Исторические фигуры: князь Василий Долгору́ков, Т. Д. Лысе́нко.